# Hjalmar Löfving
Hjalmar Edvard Löfving, född 26 januari 1896 i Helsingfors, död där 29 januari 1968, var en finländsk tecknare. 
Löfving studerade 1913–1917 vid Finska konstföreningens ritskola och ställde ut första gången 1916. Han blev känd och populär framför allt som serietecknare i olika barntidningar, för vilka han bland annat skapade den skönlockiga seriefiguren Pörröpää-Iivari och gjorde en pionjärinsats på den tecknade filmens område. Som bildkonstnär ställde Löfving ut även på Konstnärsgillets utställningar 1918–1922, 1926 och 1930. 